# Leslie Howa
Leslie Howa ist eine ehemalige US-amerikanische Biathletin, die insbesondere in der Variante Bogenbiathletin Erfolge erreichte.
Leslie Howa gehörte zu den Pionierinnen im internationalen Bogenbiathlon und startete 1998 bei den erstmals ausgetragenen Weltmeisterschaften in Cogne. Dort gewann sie als Schlussläuferin an der Seite von Kim Bartholomew und Denise Parker hinter den Vertretungen aus Italien und Frankreich die Staffel-Bronzemedaille. Auch 1999 gehörte sie neben Stacy Jaquith, Sue Crouch und Lisa Vsetecka zum US-Kader für die Weltmeisterschaften in Bessans. Im Skilanglauf gewann sie 1995 bei den Utah Winter Games den Titel im Biathlon-Sprint.

## Belege
1. ↑  New England Nordic News Late Winter 1999 Vol. 4, No. 3 (Memento des Originals vom 7. März 2016 im Internet Archive)  Info: Der Archivlink wurde automatisch eingesetzt und noch nicht geprüft. Bitte prüfe Original- und Archivlink gemäß Anleitung und entferne dann diesen Hinweis. (PDF; 408 kB)
2. ↑  UTAH TEAM WINS BIATHLON RELAY

| Personendaten    | Personendaten               |
| ---------------- | --------------------------- |
| NAME             | Howa, Leslie                |
| KURZBESCHREIBUNG | US-amerikanische Biathletin |
| GEBURTSDATUM     | 20. Jahrhundert             |